# キングカメハメハ
キングカメハメハ（欧字名:King Kamehameha、2001年3月20日 - 2019年8月9日）は、日本の競走馬・種牡馬。いわゆる持込馬である。
2004年のNHKマイルカップをレースレコード、東京優駿をコースレコードで優勝し、いわゆる「変則2冠」を達成、JRA賞最優秀3歳牡馬に選出された。2004年の秋に故障によって引退。翌2005年から2018年までは社台スタリオンステーションにおいて種牡馬として供用されていた。2010年・2011年日本リーディングサイアーとなった。
2024年、JRA顕彰馬に選出された。

## 競走馬時代

### 出自-デビュー前
母・マンファスはアイルランド産馬で現役時代はイギリスで走り、通算7戦0勝。繁殖牝馬として初仔のザデピュティ（父ペターディア）が2000年のサンタアニタダービーを勝利している。ノーザンファーム代表の吉田勝己がアメリカのキーンランド・ノーベンバーセールでキングマンボを受胎している状態で65万ドルで落札し、日本に輸入した。
本馬は2001年の当歳セレクトセールで金子真人が7800万円で落札した。金子は「セレクトセール前に3回牧場に下調べに行った。いくら出しても競り落とすつもりだった」という。

### 2歳（2003年）
2003年11月16日、京都の新馬戦で安藤勝己を背に1番人気に応えてデビュー勝ちを収めた。騎乗した安藤はレース後に「強いですね」とコメントし、管理する調教師の松田国英は「これだけの馬だけにダービーを狙いたいと思う。本当に素晴らしい馬に巡りあえた」と語った。
同年12月13日、阪神競馬場で行われたエリカ賞（500万下条件戦）では武豊に乗り替わり、デビュー2連勝を飾った。

### 3歳（2004年）
明けて2004年1月18日、ダリオ・バルジューが騎乗した京成杯ではフォーカルポイント、マイネルマクロスに先着を許し、生涯唯一の敗戦となる3着に敗れる。レース後にバルジューは「まだまだ経験不足で、自分が何をしたらいいのかがわかっていない。乗った感触ではものすごい能力を感じるので、経験を積めばいずれはチャンピオンになれる存在だと思う」と語った。
その後、同年2月29日に出走したすみれステークスでは、7頭立てという少頭数のレースとなったが、スタート後、好位につけると先行馬を自力で潰して先頭に立ち、後続馬も完封するという横綱相撲で完勝する。新馬戦以来となる手綱をとった安藤勝己は後年、「すべてが変わっていた。デビュー時より10キロも体重が減っていたにもかかわらず、“雄大”に見えるようになっていました。パワーとスピードが段違いになっていたので、アクションが大きくなっていたんです。それで体が大きく見えたのでしょう」と振り返り、キングカメハメハの成長を実感したという。
3月27日に出走した毎日杯では、前走手綱をとった安藤勝己がドバイワールドカップに出走するアドマイヤドンの騎乗でドバイ遠征したため、福永祐一が騎乗することとなった。レースでは京成杯でキングカメハメハに先着（2着）をしたマイネルマクロスが逃げ、1番人気の評判馬シェルゲームが2番手につける展開となり、キングカメハメハは先の2頭を見る形で3番手でレースを進めた。平均よりやや遅い流れの中、先行した2頭を早めの仕掛けで潰しにいき、あっさりと突き放すと、出走馬の中で上がり3ハロン最速となる34秒5の末脚で2馬身半の差をつけて完勝した。

#### NHKマイルカップ
京成杯の敗戦から中山には不向きと見てクラシック第一弾となる皐月賞を回避して臨んだNHKマイルカップでは、手綱が安藤勝己に戻り、単勝3.6倍の1番人気に推されたものの、重賞2勝を含む4連勝でここに臨んできたシーキングザダイヤが3.7倍の2番人気であることからみれば、決して抜けた存在ではなかった。これは、シーキングザダイヤの他にもメイショウボーラーやコスモサンビームなどメンバーが揃っており、さらにキングカメハメハ自身がマイル初挑戦であることも影響していたと考えられる。しかし、調教師の松田国英は「クロフネと同じローテーションですし、胸を張ってダービーに向かうためにも負けられないレースです」と発言し、自信をもってレースに送り出した。レースでは熾烈な先行争いが繰り広げられ、最初の3ハロンが33秒9、4ハロンが45秒6というハイペースとなった。キングカメハメハは中団外目で悠々と追走、最後の直線では大外から一気に先行勢を飲み込むと、あとは差を広げる一方となり、2着のコスモサンビームに5馬身差をつけて優勝。勝ちタイムの1分32秒5は、同レースのレコードであった。また、5馬身差の勝利はこれまでの1 3/4馬身を上回るレース史上最大着差となった。

#### 日本ダービー
3歳馬の頂点を目指して挑んだ次走の東京優駿は、良馬場で行われた。主戦の安藤勝己はレース前に「カメ（キングカメハメハ）は本当に強い。乗り方に注文がつくわけでもありませんし、誰が乗っても勝てる馬ですよ」「“どこからでもかかって来い”って感じです」と語るなど、自信を深めてレースに臨んでいた。当時、調教助手を務めていた高野友和はレース前のキングカメハメハの様子について「ダービー前もあの大観衆の前で落ち着いていました。『ダービーを勝つには、これだけ堂々とした精神力が必要なんだな』と、思わされた」と述懐している。
単勝2.6倍の1番人気に推されたキングカメハメハは、マイネルマクロスが後続を引き離して作り出した1000m通過が57秒6というハイペースを中団から追走。レースは残り600mの最終コーナーから大きく動き、2番人気のコスモバルクが押して先頭に立ったことにより、他の有力馬が一気に進出を開始。キングカメハメハは青葉賞を圧勝してきた3番人気のハイアーゲームとともに外から進出をすると、直線の坂の入り口で早くも先頭に立った。ハイペースかつ有力馬が早めに仕掛けたため、最後の直線は消耗戦の様相を呈しており、早めに動いたコスモバルクが先頭争いから脱落、皐月賞馬ダイワメジャーを始め、先行勢が早々に失速していった。これは最終コーナーから早めに仕掛けられていたキングカメハメハにとっても非常に厳しい展開だったが、ゴール前でハイアーゲームを競り落とすと、上がり3ハロンを出走馬中4番目（1～3位は全て追い込み馬）となる35秒4でまとめ、後方2番手から追い込んできたハーツクライに1馬身半という決定的な差をつけて優勝した。
走破タイムは2分23秒3で、1990年にアイネスフウジンが記録した2分25秒3のレースレコードを2秒も更新した。ハイペースの東京優駿を押し切った本馬を、管理した松田国英は「ハロン11秒台のラップをいくつも続けられ、そのどこかに10秒台のラップを織り交ぜることができる馬です」と語っている。また、安藤勝己は「あのダービーはベストの騎乗とはいえないはずでしょう。普通に強いのであれば、後ろから来たハーツクライに飲み込まれていたところですからね。どう乗っても、誰が乗っても勝てるほどの馬だったんですよ」と評している。
このNHKマイルカップ・東京優駿の連覇は、松田国英がこだわり続け、厩舎の先輩であるクロフネ、タニノギムレットでも成し遂げられなかった「変則二冠」である。一方、NHKマイルカップから東京優駿というローテーションは、馬に過酷ということで各方面で物議を醸した。こののち2008年には昆貢厩舎のディープスカイが同じローテーションでNHKマイルカップ・東京優駿を制している。

#### 神戸新聞杯-引退
秋初戦の神戸新聞杯でケイアイガードやハーツクライらを退け優勝するも、出走を表明していた天皇賞（秋）の2週間前に右前浅屈腱炎を発症し、10月23日に引退が発表された。
この年のJRA賞最優秀3歳牡馬に選出された。

## 競走成績
以下の内容は、JBISサーチおよびnetkeiba.comに基づく。
| 競走日     | 競馬場 | 競走名     | 格      | 距離（馬場）  | 頭 数 | 枠 番 | 馬 番 | オッズ （人気） | 着順 | タイム （上り3F） | 着差 | 騎手          | 斤量 [kg] | 1着馬（2着馬）       | 馬体重 [kg] |
| ---------- | ------ | ---------- | ------- | ------------- | ----- | ----- | ----- | --------------- | ---- | ----------------- | ---- | ------------- | --------- | -------------------- | ----------- |
| 2003.11.16 | 京都   | 2歳新馬    |         | 芝1800m（良） | 12    | 8     | 12    | 002.60（1人）   | 01着 | R1:50.5（35.2）   | -0.1 | 0安藤勝己     | 55        | （ユニバーサル）     | 504         |
| 0000.12.13 | 阪神   | エリカ賞   | 500万下 | 芝2000m（良） | 12    | 5     | 5     | 002.20（1人）   | 01着 | R2:02.6（34.6）   | -0.1 | 0武豊         | 55        | （グレートベースン） | 498         |
| 2004.01.18 | 中山   | 京成杯     | GIII    | 芝2000m（良） | 10    | 4     | 4     | 002.30（1人）   | 03着 | R2:00.0（36.7）   | -0.8 | 0D.バルジュー | 56        | フォーカルポイント   | 494         |
| 0000.02.29 | 阪神   | すみれS    | OP      | 芝2200m（重） | 7     | 7     | 7     | 001.70（1人）   | 01着 | R2:16.4（34.2）   | -0.2 | 0安藤勝己     | 56        | （ストラタジェム）   | 494         |
| 0000.03.27 | 阪神   | 毎日杯     | GIII    | 芝2000m（良） | 8     | 8     | 8     | 002.70（2人）   | 01着 | R2:01.2（34.5）   | -0.4 | 0福永祐一     | 57        | （シェルゲーム）     | 494         |
| 0000.05.09 | 東京   | NHKマイルC | GI      | 芝1600m（良） | 18    | 7     | 13    | 003.60（1人）   | 01着 | R1:32.5（34.0）   | -0.8 | 0安藤勝己     | 57        | （コスモサンビーム） | 496         |
| 0000.05.30 | 東京   | 東京優駿   | GI      | 芝2400m（良） | 18    | 6     | 12    | 002.60（1人）   | 01着 | R2:23.3（35.4）   | -0.2 | 0安藤勝己     | 57        | （ハーツクライ）     | 494         |
| 0000.09.26 | 阪神   | 神戸新聞杯 | GII     | 芝2000m（良） | 8     | 7     | 7     | 001.50（1人）   | 01着 | R1:59.0（33.7）   | -0.2 | 0安藤勝己     | 56        | （ケイアイガード）   | 502         |

- タイム欄のRはレコード勝ちを示す。

## 種牡馬時代

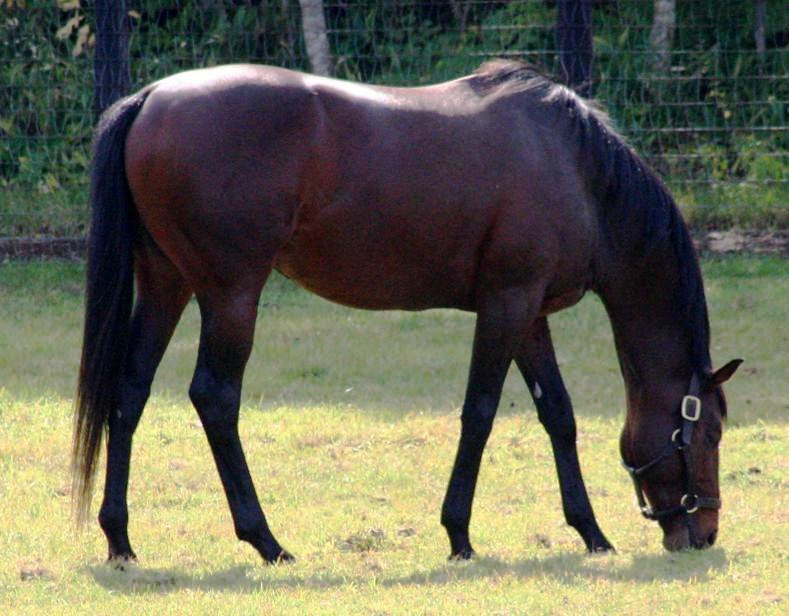
2008年10月5日
社台スタリオンステーション

競走馬引退後は国内調教馬としては当時の史上最高額となる総額21億円の種牡馬シンジケートが組まれ、北海道勇払郡安平町の社台スタリオンステーションに種牡馬として繋養され、2005年より供用されている。2006年7月11日、ノーザンホースパークにおいて行われたセレクトセールにて、初年度産駒の当歳牝馬（母：トゥザヴィクトリー）が6億円という当歳世界最高額で落札された。サンデーサイレンスの血を持たないため、サンデーサイレンスの血を持つ繁殖牝馬との交配ができることがメリットとされ、2010年には年間種付頭数266頭の日本記録を達成している。

### 2008年
初年度産駒が競走馬デビューし、5月29日に旭川競馬場で行われたルーキーチャレンジをマサノシャルナが制し、産駒が初勝利。8月10日にはフィフスペトルが函館2歳ステークスを制し、産駒がJRA重賞初勝利。フィフスペトルを含めた初年度産駒は、勝利数こそゴールドアリュールと並ぶ26勝だったが、トータルでは4億円超の賞金を獲得。フレッシュサイアーにして2歳総合リーディングを獲得した。

### 2009年
アパパネが阪神ジュベナイルフィリーズを制しGI(JpnI)初勝利を挙げると、翌週の朝日杯フューチュリティステークスもローズキングダムが制し、史上初めて産駒が同一年で両2歳GIを制覇。またローズキングダム、アパパネがそれぞれ最優秀2歳牡馬、最優秀2歳牝馬に選出され、優駿賞当時にライジン、テスコガビーが選出されたテスコボーイ以来35年ぶりとなる、同一年度に牡牝のJRA賞最優秀2歳馬を出した種牡馬となった。この2頭の活躍を含め、2歳馬獲得賞金が4億円を突破し、種牡馬デビューから2年連続で2歳リーディングに輝いた。

### 2010年
前年度に活躍したアパパネが牝馬三冠を達成、ローズキングダムもジャパンカップに優勝するなど産駒がGI4勝を含むJRA重賞9勝の活躍。3年連続の2歳リーディングは2010年に産駒がデビューしたディープインパクト、朝日杯フューチュリティステークス優勝のグランプリボスを輩出したサクラバクシンオーに次ぐ3位に終わったものの、全体では2位フジキセキに12億円以上の大差をつけて中央および全国リーディングサイアーに輝いた。サンデーサイレンス系以外の種牡馬がリーディングサイアーとなったのは1994年のトニービン以来16年ぶりのことで、日本においてミスタープロスペクター系の種牡馬がリーディングサイアーとなったのは史上初のことであった。また、11月21日に京都第4レースでグラッツィアが勝利したことによりJRA年間158勝目をあげ、クモハタの157勝を抜いて内国産種牡馬のJRA年間勝利数の新記録となった。JRA年間勝利数は最終的に179勝まで伸び、これに地方での8勝を加算して、2010年における中央・地方合わせての勝ち星数を187勝とした。

### 2011年
アパパネのヴィクトリアマイルでの勝利によるGI1勝を含む重賞12勝を挙げ、獲得賞金は2位クロフネに17億円近い大差をつける40億円越えで、2年連続の中央および全国リーディングサイアーを獲得した。JRA年間勝利も、自身が前年達成した内国産種牡馬の最多記録を更新する、184勝を挙げた。

### 2012年
ルーラーシップによるクイーンエリザベス2世カップ、ロードカナロアによるスプリンターズステークスと香港スプリントと、JRAGI1勝に加え国際G1競走でも2勝を挙げた。JRAサイアーランキングは、この年の11月17日に内国産種牡馬のJRA最多勝利記録を抜き去ったディープインパクトに次ぐ2位に後退したが、JRA年間勝利は199勝、JRA重賞レース年間15勝と自己最多を更新した。

### 2013年
種付けシーズン途中に体調を崩し交配を中止したため、種付け数は81頭と前年の251頭から大きく減少した。この年は地方競馬でリーディングサイアーとなった。JRAサイアーランキングは2年連続でディープインパクトに次ぐ2位だったが、ロードカナロアがGI4勝を挙げたほか、ホッコータルマエがかしわ記念、帝王賞、JBCクラシックおよび東京大賞典を、ベルシャザールがジャパンカップダートを制した。

### 2014年
7月26日、札幌競馬第6競走でエーシンノーティスが勝利し、産駒の中央競馬通算勝利数が1000となった。

### 2015年
2月1日の京都開催で産駒が7勝を挙げ、サンデーサイレンスが保持していた1場1日のJRA最多勝利記録（6勝）を更新し、また同日の東京開催でも4勝を挙げており1日の合計勝利数は11勝、こちらもサンデーサイレンスの9勝を更新するJRA新記録となった。12月19日には阪神第8レースにおけるクルーガーの勝利でJRA通算1300勝を達成したが、これもサンデーサイレンスの7年11ヶ月22日を更新する7年5ヶ月29日での最速記録達成となった。産駒も、ドゥラメンテが皐月賞と日本ダービーの二冠を制し、その他レッツゴードンキが桜花賞に優勝。ラブリーデイが宝塚記念と天皇賞（秋）を含む重賞6勝をあげ、リオンディーズがデビュー2戦目で朝日杯フューチュリティステークスを制し、2着にエアスピネルが入るなど活躍。しかし、産駒の勝ち数こそ中央と地方の総合で272勝として他を圧倒したものの、収得賞金の差により4年連続でディープインパクトの後塵を拝し、2位に甘んじることとなった。

### 2016年
6月18日の函館1Rでハヤブサプリプリが勝利し、史上最速でのJRA通算1400勝を達成。

### 2017年
1月15日の中山7Rでハイブリッドダンスが勝利し、史上最速でのJRA通算1500勝を達成。またレイデオロが日本ダービーを制し、リオンディーズの朝日杯フューチュリティステークス以来のJRAGI制覇となった。

### 2018年
3月11日の阪神11Rフィリーズレビューでのリバティハイツ優勝により、史上4頭目となるJRA重賞100勝を達成。5月27日の東京9Rでエアウィンザーが勝利し、史上4頭目となるJRA通算1700勝を達成した。7月15日には通算勝利数がブライアンズタイムを抜いて歴代3位となる1712勝に到達した。その後ディープインパクトに上回られたものの、11月17日に通算勝利数は1758勝に到達し、ノーザンテーストを抜いて再び歴代3位となった。

### 2019年
体調不良により本年度の種付けを見送られた。しかし状態の改善が思わしくなく、種牡馬の引退を発表。この年生まれた当歳馬がラストクロップとなった。
種牡馬引退後は功労馬として、引き続き社台スタリオンステーションにて繋養されていたが、8月9日に死亡した。18歳没。
晩年は白内障を患い、目が不自由になっていたことから人間の糖尿病に近い症状だったのかもしれないと吉田勝己は推測している。
JRAは、追悼行事として、8月11日から全国の競馬場に献花台と記帳台を、場外勝馬投票券発売所（ウインズ）に記帳台を設置した。9月1日まで設置され、607件の献花と2万506件の記帳を集めた。後日それらはオーナーの金子に届けられた。
産駒は5月4日に令和初のJRA重賞となった京都新聞杯をレッドジェニアルが制し、史上3頭目となるJRA通算1800勝を達成している。

### 2020年
4月19日の中山5Rでカフェキングが勝利し、JRA通算1900勝を達成。
牝馬三冠のデアリングタクト、阪神ジュベナイルフィリーズのソダシなどの母父である本馬が初のJRAリーディングブルードメアサイアーを獲得した。2006年から2019年まで14年連続でトップだったサンデーサイレンスを抜いての戴冠となった。また、内国産馬としてはトサミドリ以来43年ぶりの獲得となった。

### 2021年
4月3日阪神9Rでリーブルミノルが勝利し、サンデーサイレンス・ディープインパクトに次いで史上3頭目となる産駒のJRA通算2000勝を達成した。

### 2022年
3月21日、フラワーカップを最終世代である2019年産のスタニングローズが勝利し、2006年産の初年度産駒から14世代すべてで重賞勝ち馬が誕生した。12月4日、チャンピオンズカップをジュンライトボルトが制し、種牡馬として国際GI勝利を収めた産駒が15頭に到達。国際競馬統括機関連盟が定めている国際保護馬名の条件を満たしたため、今後「KING KAMEHAMEHA」の名はサラブレッドへの命名が全世界で禁止される。

### 2024年
6月4日、2024年度のJRA顕彰馬選出記者投票において、投票数の75%以上となる176票中143票（81.3%）を獲得し、コントレイルとともに顕彰馬に選出された。キングカメハメハは2006年から顕彰馬の投票対象となっており、選出前近3年の2021年が69%、22年が71%、23年が65%と選出まであと一歩の得票が続いており、投票対象最終年となる2025年を前にしての選出となった。子ロードカナロアと孫アーモンドアイはすでに顕彰馬に選出されており、本馬が選出されたことで父子3代の殿堂入りとなった。11月10日、エリザベス女王杯をスタニングローズが延べ18頭目の出走で初勝利を挙げ、産駒によるJRA牝馬G1完全制覇となった。

## 種牡馬成績

### 年度別種牡馬成績（中央+地方）
| 年     | 出走 | 出走 | 勝利 | 勝利 | 順位 | AEI  | 収得賞金         | 出典    |
| 年     | 頭数 | 回数 | 頭数 | 回数 | 順位 | AEI  | 収得賞金         | 出典    |
| ------ | ---- | ---- | ---- | ---- | ---- | ---- | ---------------- | ------- |
| 2008年 | 88   | 250  | 26   | 30   | 52   | 1.14 | 4億418万9000円   | [ 109 ] |
| 2009年 | 245  | 1320 | 117  | 176  | 9    | 1.84 | 18億1380万7000円 | [ 110 ] |
| 2010年 | 364  | 2233 | 187  | 331  | 1    | 2.64 | 38億6136万2000円 | [ 111 ] |
| 2011年 | 420  | 2639 | 195  | 370  | 1    | 2.58 | 42億4372万7000円 | [ 112 ] |
| 2012年 | 445  | 3145 | 222  | 420  | 2    | 2.79 | 48億383万0000円  | [ 113 ] |
| 2013年 | 488  | 3103 | 217  | 405  | 2    | 2.51 | 47億8463万1000円 | [ 114 ] |
| 2014年 | 543  | 3413 | 239  | 412  | 2    | 2.06 | 45億2377万3000円 | [ 115 ] |
| 2015年 | 569  | 3921 | 272  | 495  | 2    | 2.44 | 57億9128万8000円 | [ 116 ] |
| 2016年 | 525  | 3785 | 237  | 413  | 2    | 2.04 | 45億8420万9000円 | [ 117 ] |
| 2017年 | 415  | 2838 | 184  | 325  | 2    | 2.45 | 44億6078万6000円 | [ 118 ] |
| 2018年 | 369  | 2458 | 159  | 257  | 2    | 2.41 | 38億1941万8000円 | [ 119 ] |
| 2019年 | 355  | 2160 | 148  | 248  | 5    | 1.78 | 26億8530万2000円 | [ 120 ] |
| 2020年 | 310  | 1973 | 140  | 218  | 5    | 1.98 | 26億1771万0000円 | [ 121 ] |
| 2021年 | 301  | 1736 | 134  | 230  | 5    | 2.12 | 27億6086万3000円 | [ 122 ] |
| 2022年 | 245  | 1601 | 119  | 191  | 6    | 2.60 | 28億6488万4000円 | [ 123 ] |
| 2023年 | 161  | 1087 | 60   | 106  | 14   | 2.28 | 17億2000円       | [ 124 ] |
| 2024年 | 100  | 635  | 39   | 64   | 21   | 2.98 | 13億8871万4000円 | [ 125 ] |

- 2024年終了時点。

### 主な産駒

#### GI競走優勝馬
太字はGI級競走
- 2007年産
  - ローズキングダム（2009年東京スポーツ杯2歳ステークス、朝日杯フューチュリティステークス、2010年神戸新聞杯、ジャパンカップ、2011年京都大賞典）[126]
    - 2009年度最優秀2歳牡馬

  - アパパネ（2009年阪神ジュベナイルフィリーズ、2010年桜花賞、優駿牝馬、秋華賞、2011年ヴィクトリアマイル）[127]
    - 2009年度最優秀2歳牝馬
    - 2010年度最優秀3歳牝馬

  - ルーラーシップ（2010年鳴尾記念、2011年日経新春杯、金鯱賞、2012年アメリカジョッキークラブカップ、クイーンエリザベス2世カップ）[128]
  - タイセイレジェンド（2012年クラスターカップ、JBCスプリント、2013年東京盃）[129]
- 2008年産
  - ロードカナロア（2011年京阪杯、2012年シルクロードステークス、スプリンターズステークス、香港スプリント、2013年阪急杯、高松宮記念、安田記念、スプリンターズステークス、香港スプリント）[130]
    - 2012年度最優秀短距離馬
    - 2013年度代表馬・最優秀短距離馬
    - 顕彰馬

  - ベルシャザール（2013年武蔵野ステークス、ジャパンカップダート）[131]
    - 2013年度最優秀ダートホース
- 2009年産
  - ハタノヴァンクール（2012年ジャパンダートダービー、2013年川崎記念、ブリーダーズゴールドカップ）[132]
  - ホッコータルマエ（2012年レパードステークス、2013年佐賀記念、名古屋大賞典、アンタレスステークス、かしわ記念、帝王賞、JBCクラシック、東京大賞典、2014年川崎記念、チャンピオンズカップ、東京大賞典、2015年川崎記念、帝王賞、2016年川崎記念）[133]
    - 2013〜2015年度ダートグレード競走特別賞
    - 2014年度最優秀ダートホース
- 2010年産
  - ラブリーデイ（2015年中山金杯、京都記念、鳴尾記念、宝塚記念、京都大賞典、天皇賞（秋））[134]
    - 2015年度最優秀4歳以上牡馬
- 2012年産
  - レッツゴードンキ（2015年桜花賞、2017年京都牝馬ステークス）[135]
  - ドゥラメンテ（2015年皐月賞、東京優駿、2016年中山記念）[136]
    - 2015年度最優秀3歳牡馬
    - 2023年度リーディングサイアー
- 2013年産
  - リオンディーズ（2015年朝日杯フューチュリティステークス）[86]
    - 2015年度最優秀2歳牡馬

  - ミッキーロケット（2017年日経新春杯、2018年宝塚記念）[137]
- 2014年産
  - レイデオロ（2016年ホープフルステークス、2017年東京優駿、神戸新聞杯、2018年オールカマー、天皇賞（秋））[138]
    - 2017年度最優秀3歳牡馬
    - 2018年度最優秀4歳以上牡馬
- 2015年産
  - チュウワウィザード（2018年名古屋グランプリ、2019年ダイオライト記念、平安ステークス、JBCクラシック、2020年川崎記念、チャンピオンズカップ、2022年川崎記念）[139]
    - 2020年度最優秀ダートホース
- 2017年産
  - ジュンライトボルト（2022年シリウスステークス、チャンピオンズカップ）[140]
- 2018年産
  - ペプチドナイル（2024年フェブラリーステークス）
- 2019年産
  - スタニングローズ（2022年フラワーカップ、紫苑ステークス、秋華賞、2024年エリザベス女王杯）[141]
    - 2024年度最優秀4歳以上牝馬

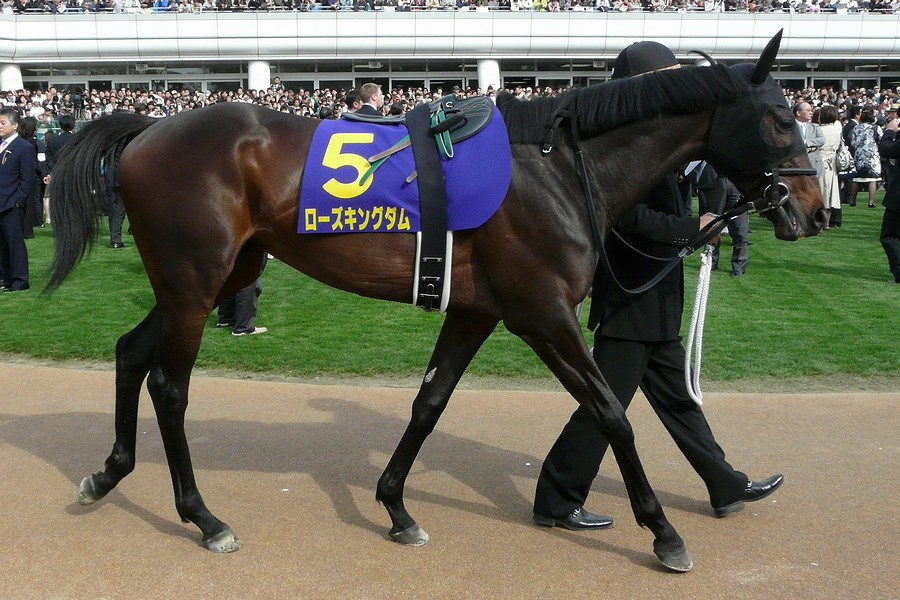
ローズキングダム（2007年産）
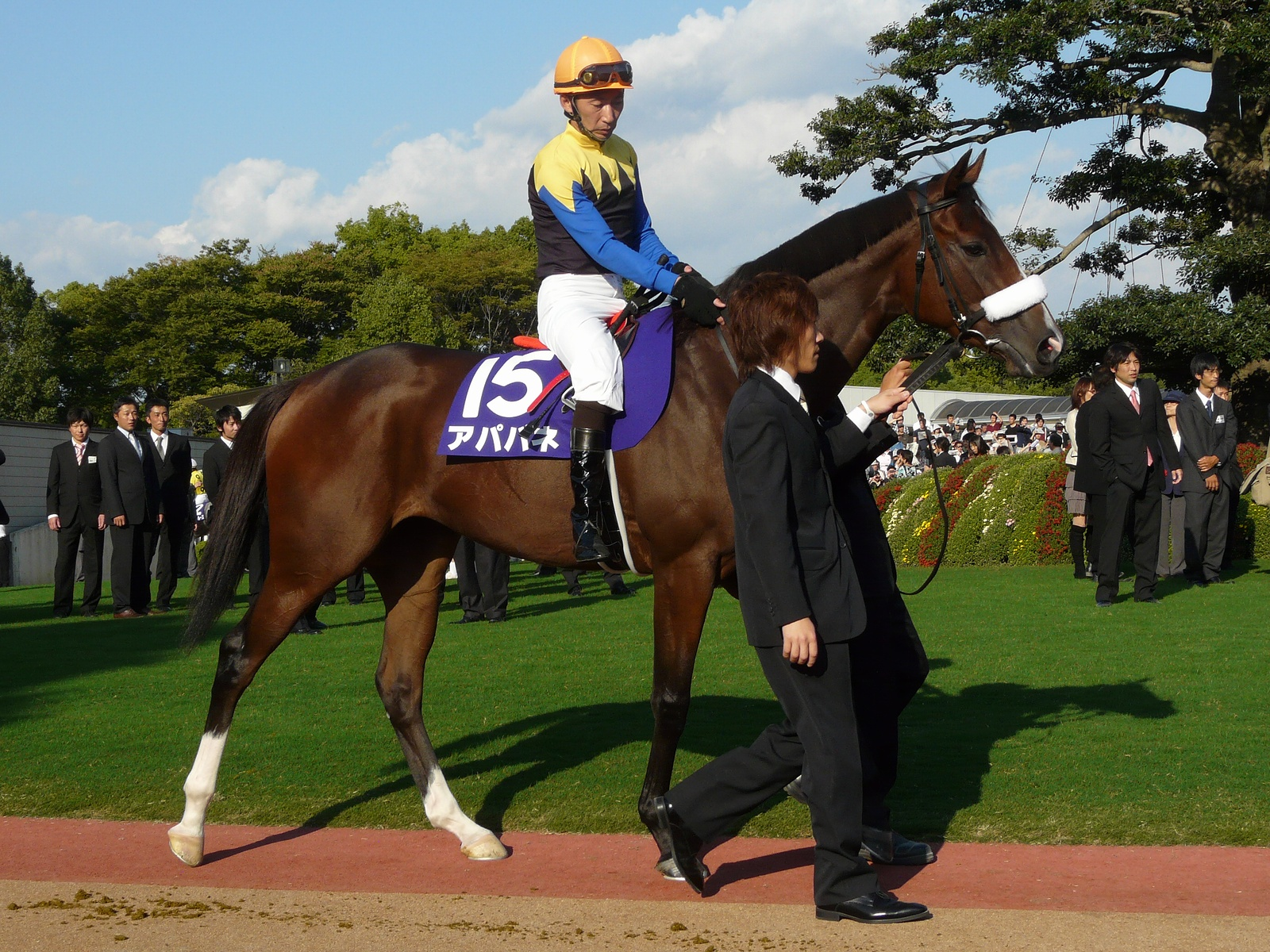
アパパネ（2007年産）
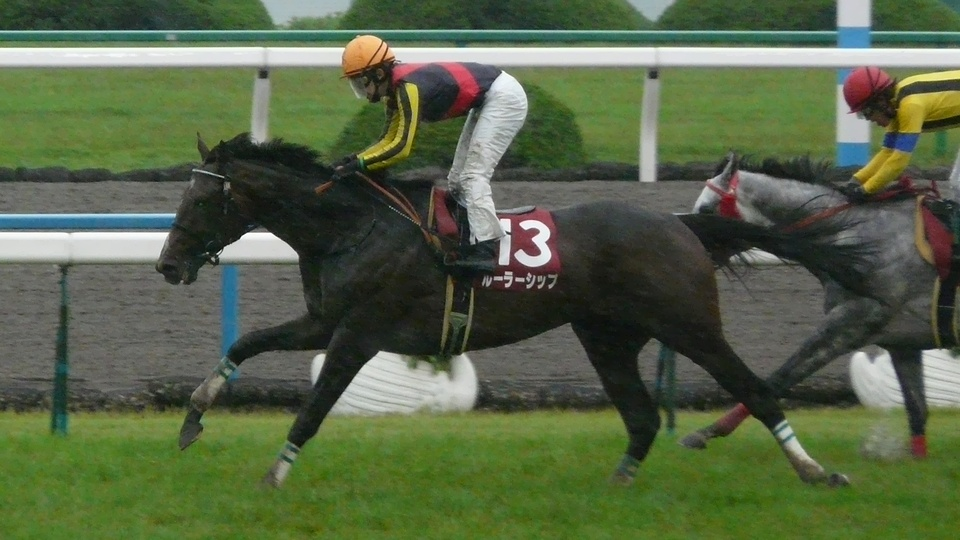
ルーラーシップ（2007年産）
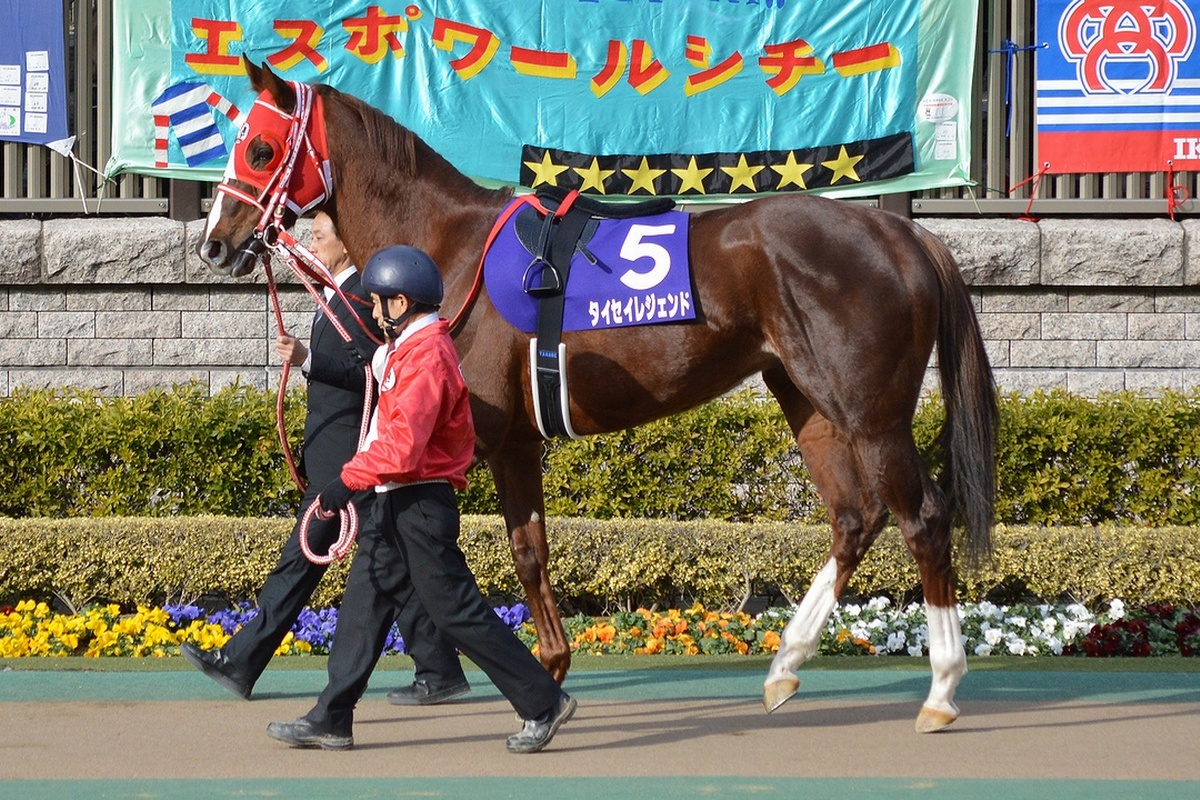
タイセイレジェンド（2007年産）
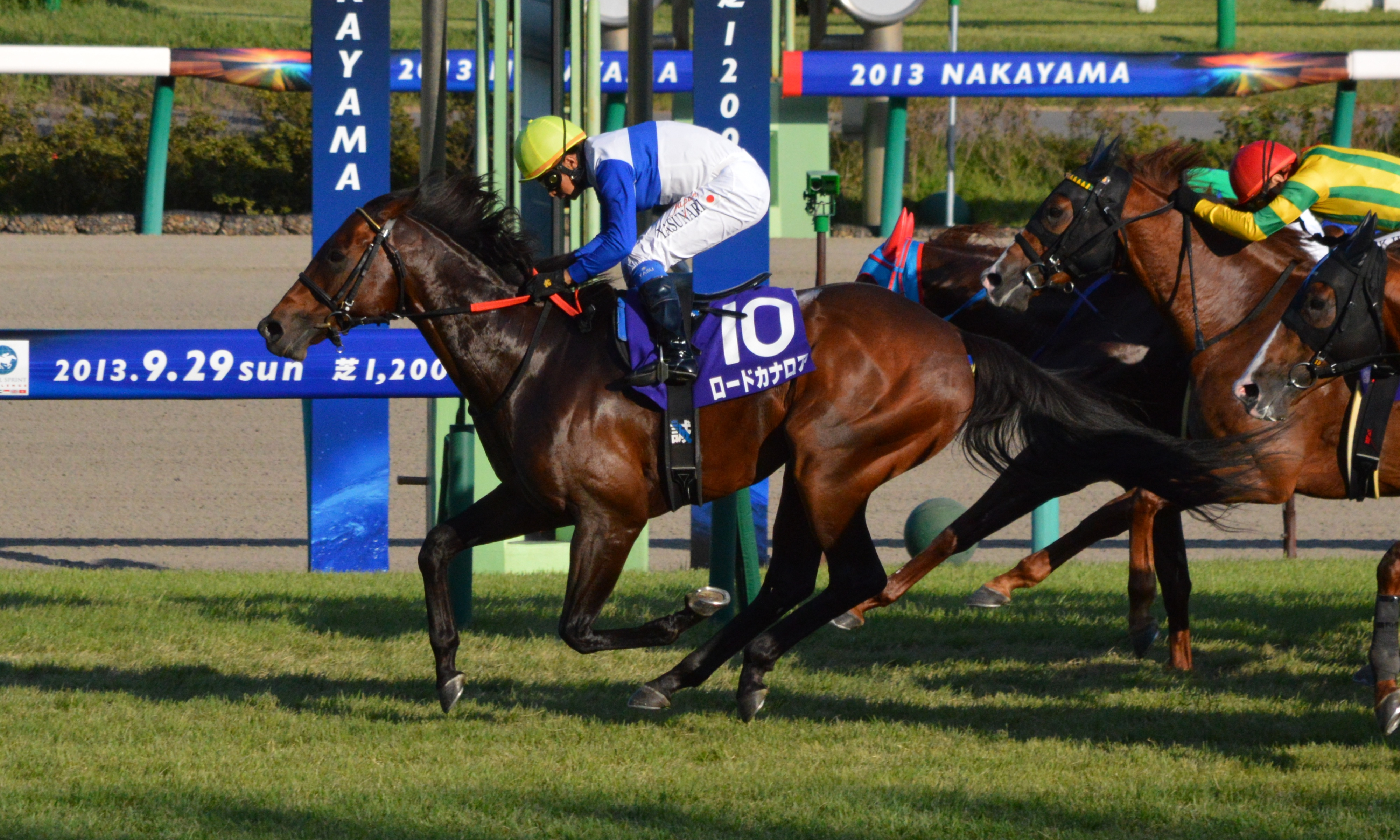
ロードカナロア（2008年産）
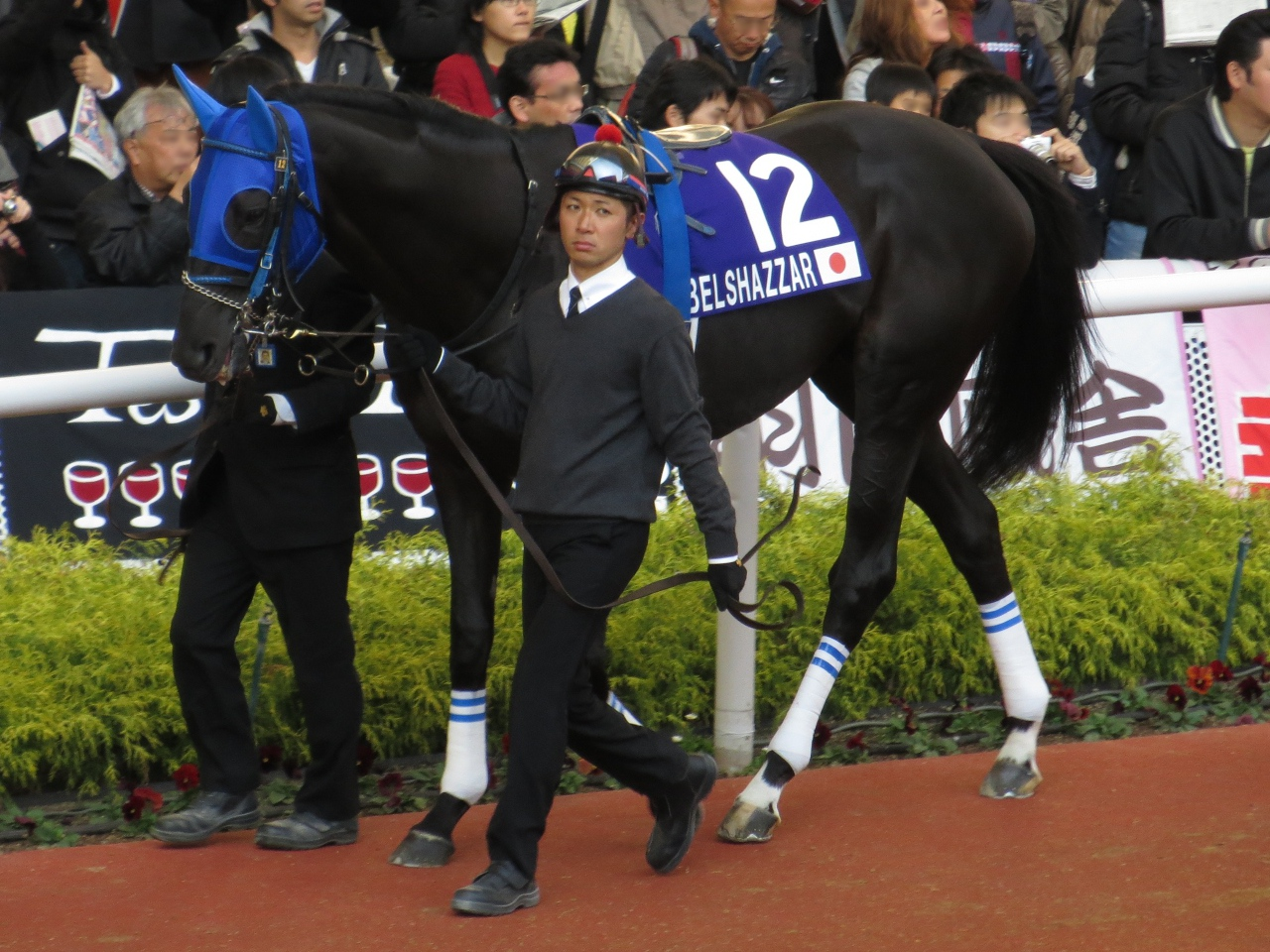
ベルシャザール（2008年産）
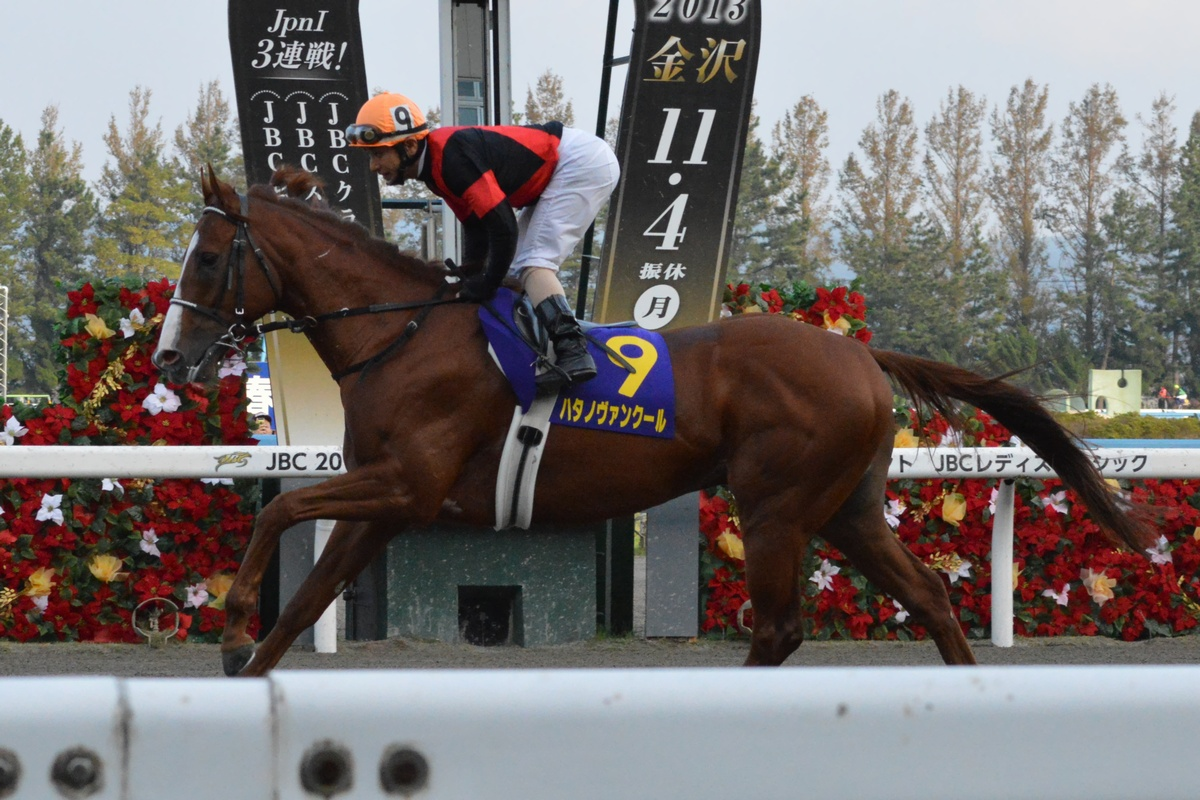
ハタノヴァンクール（2009年産）
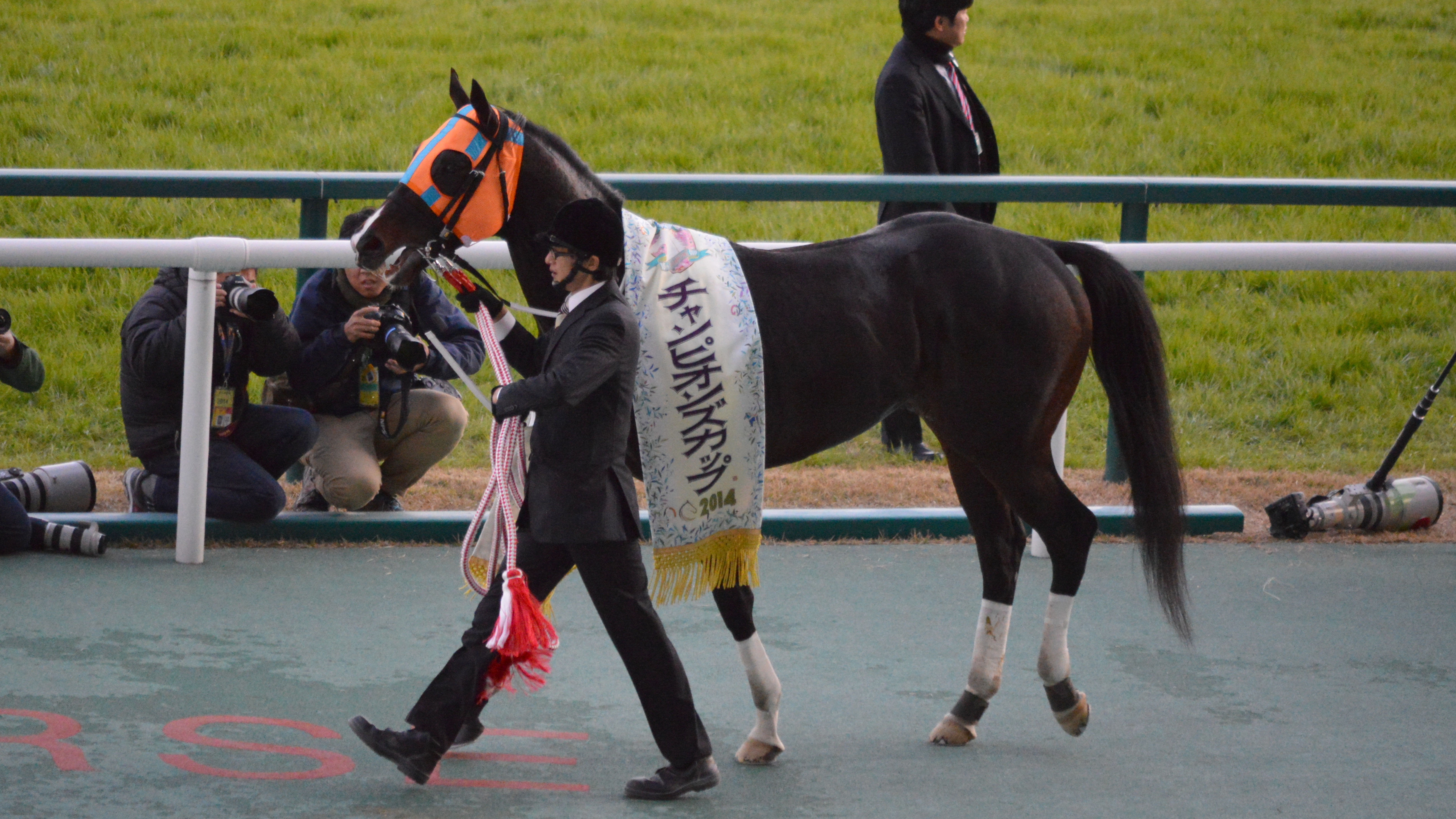
ホッコータルマエ（2009年産）
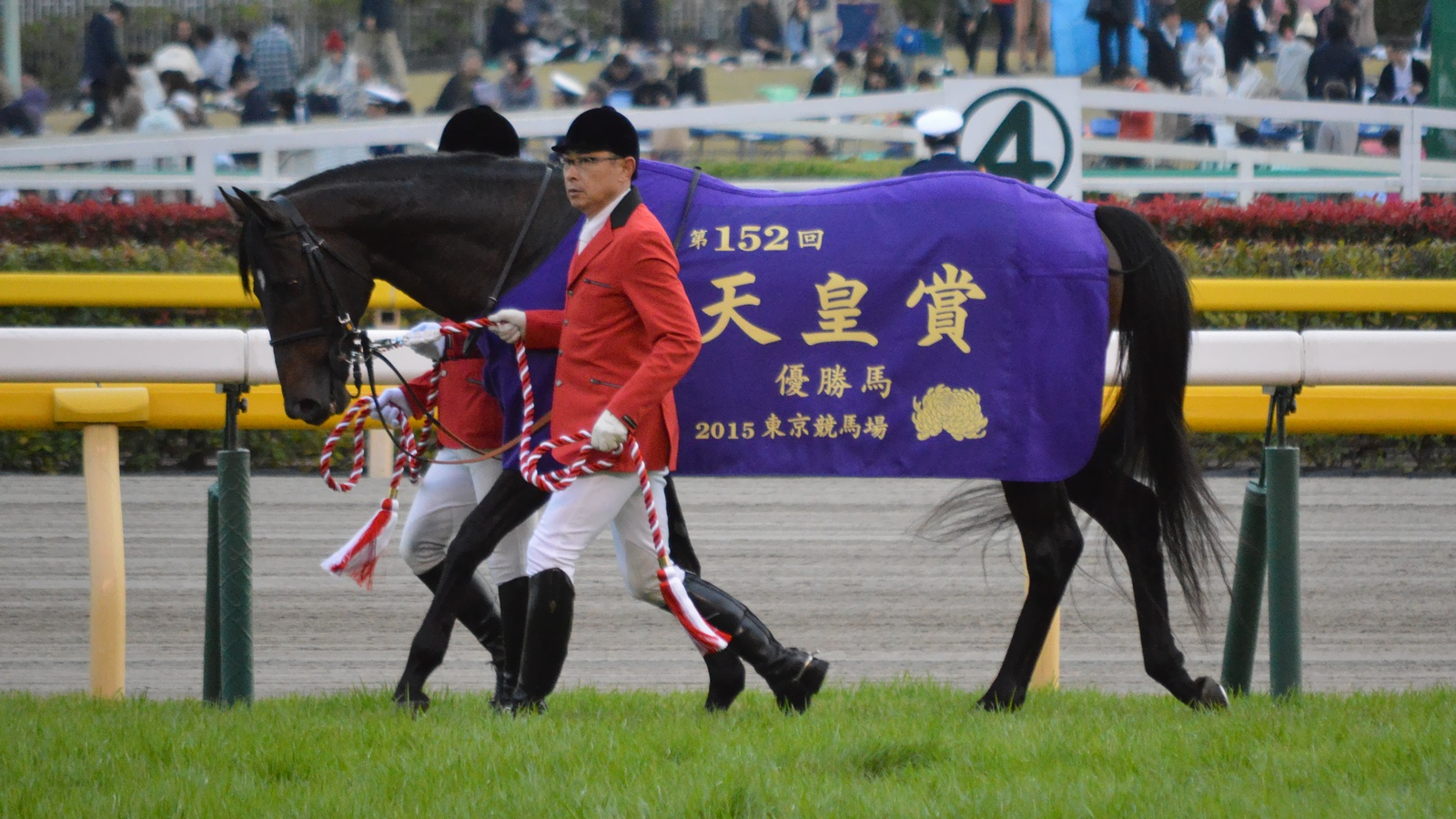
ラブリーデイ（2010年産）
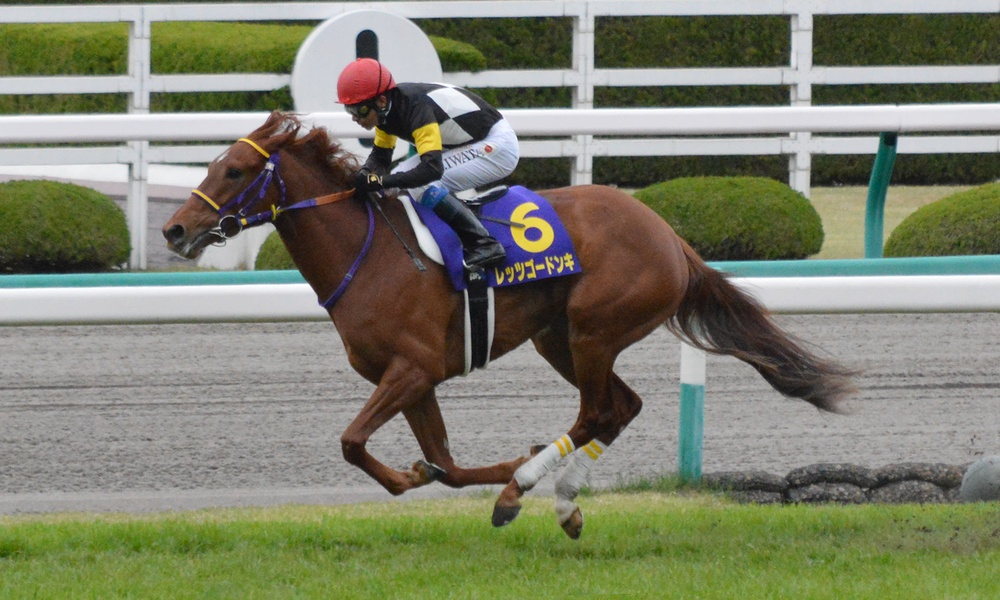
レッツゴードンキ（2012年産）
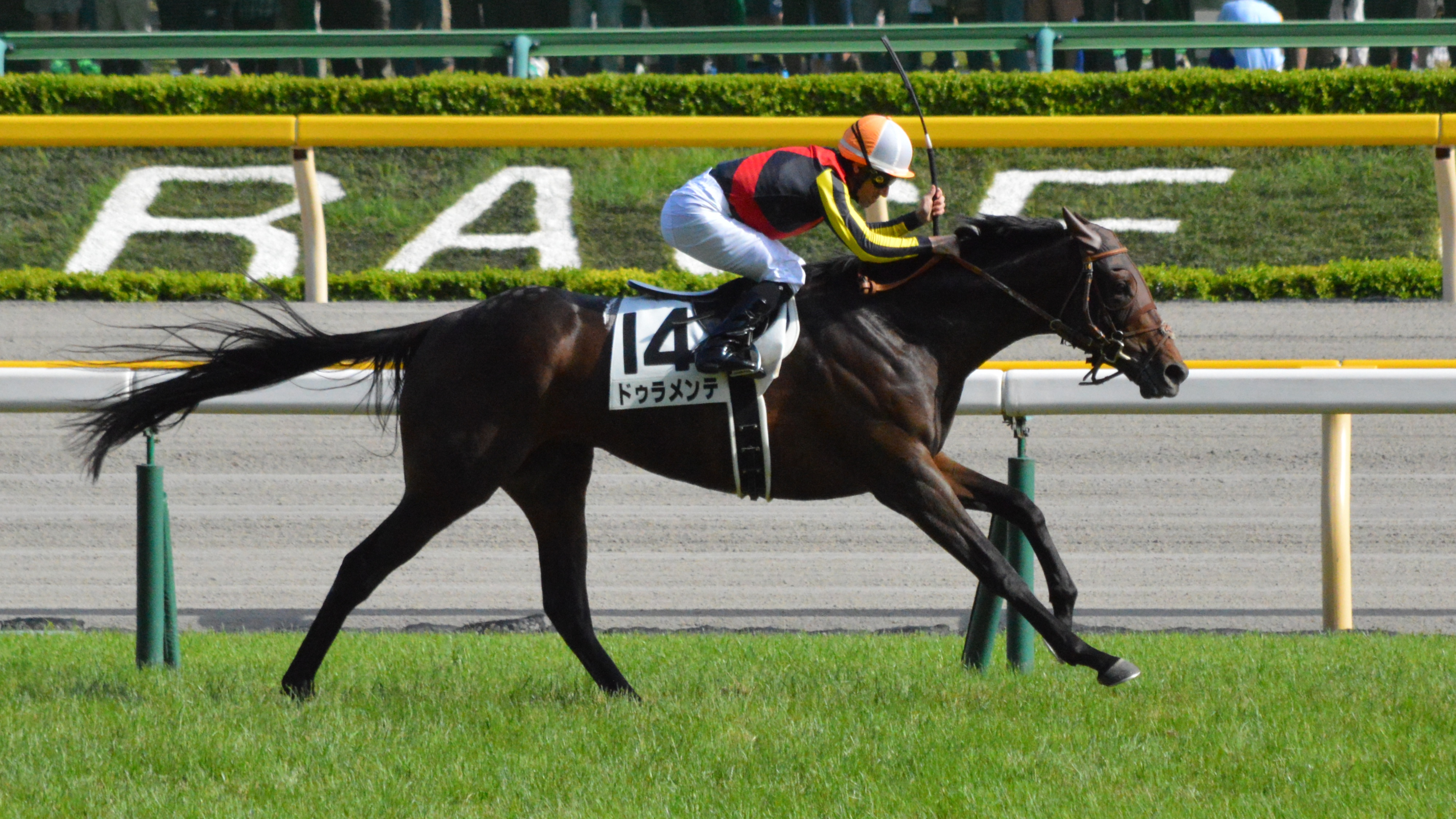
ドゥラメンテ（2012年産）
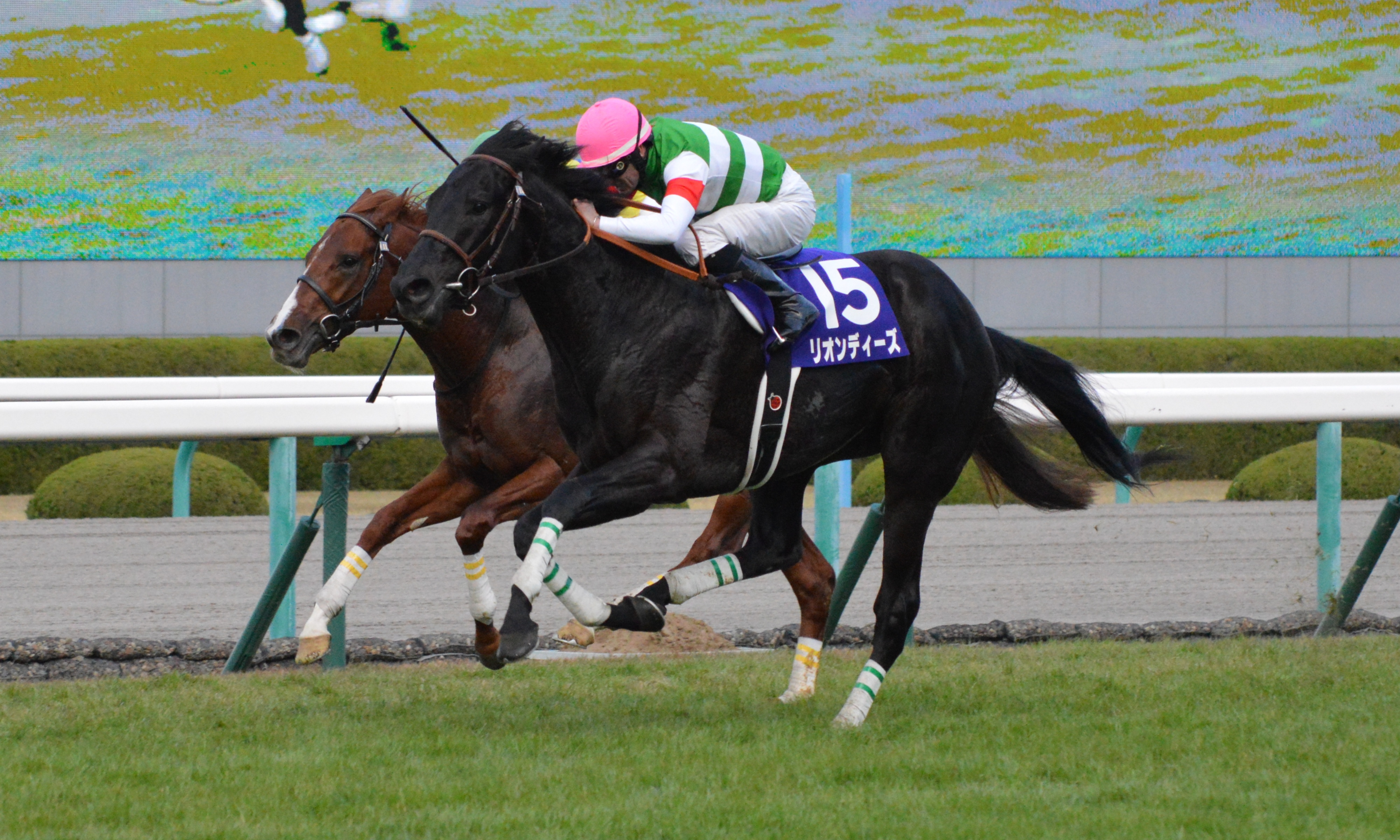
リオンディーズ（2013年産、桃帽） 奥の2着馬エアスピネル（同年産）も同産駒
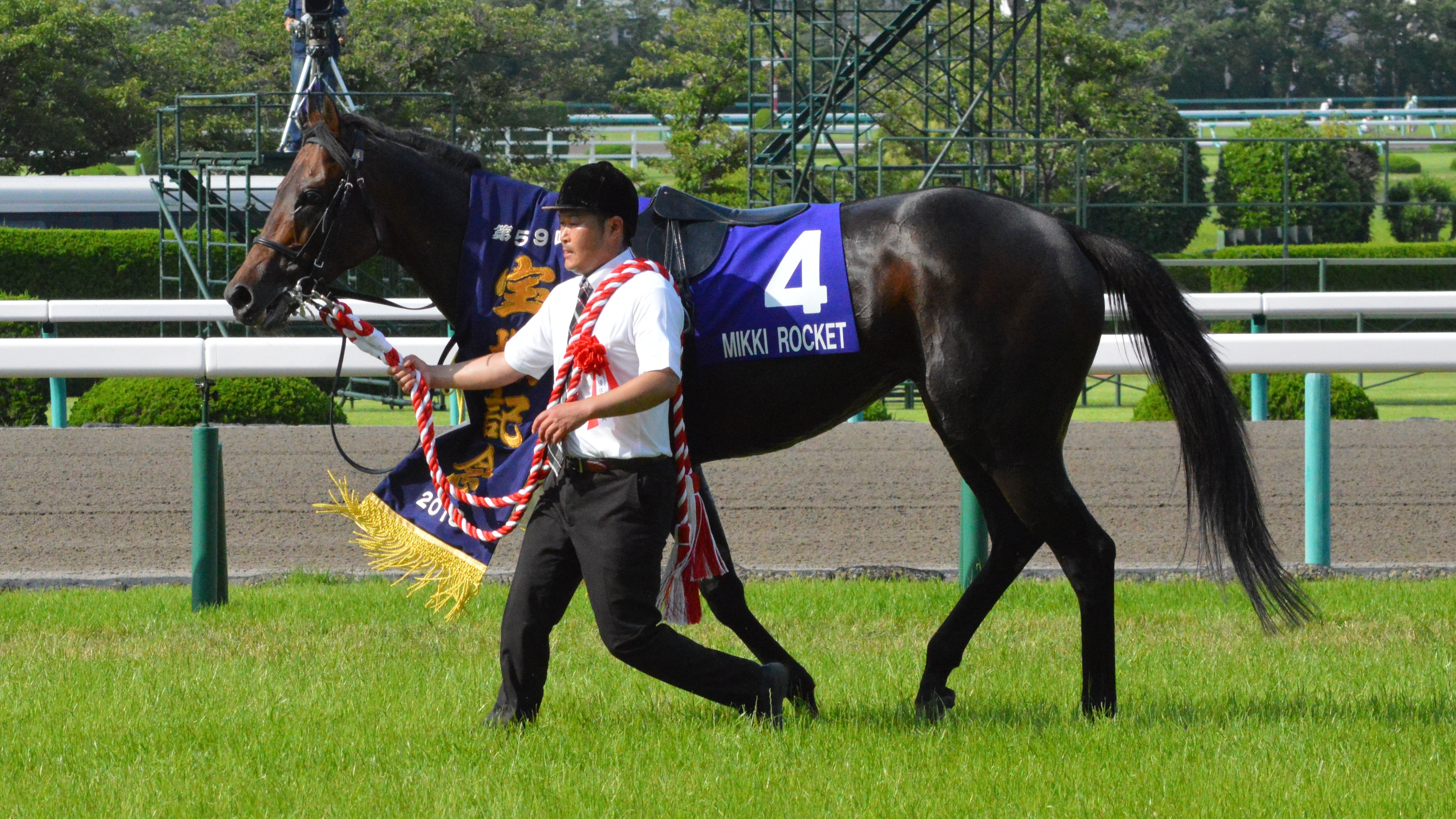
ミッキーロケット（2013年産）
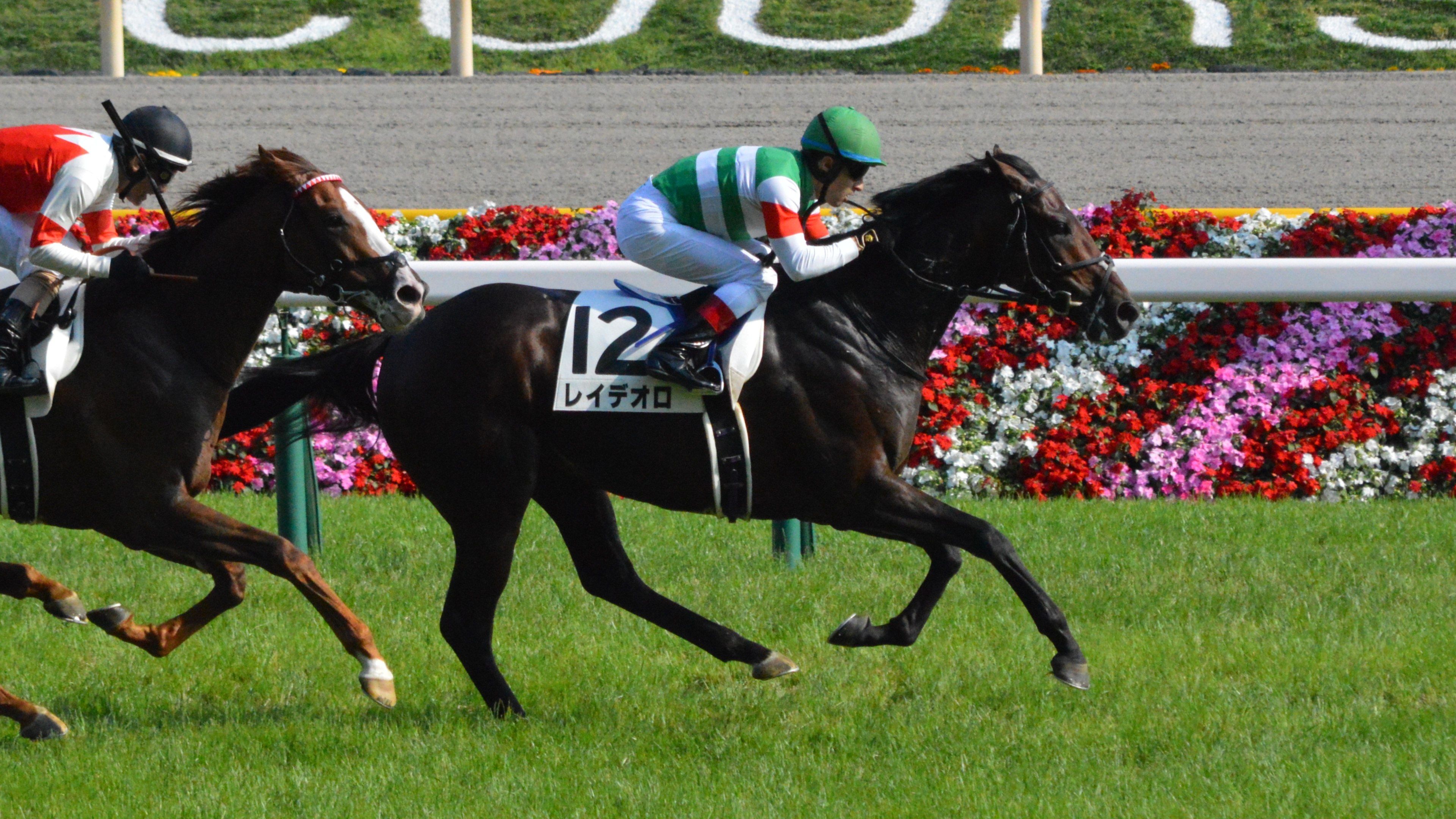
レイデオロ（2014年産）
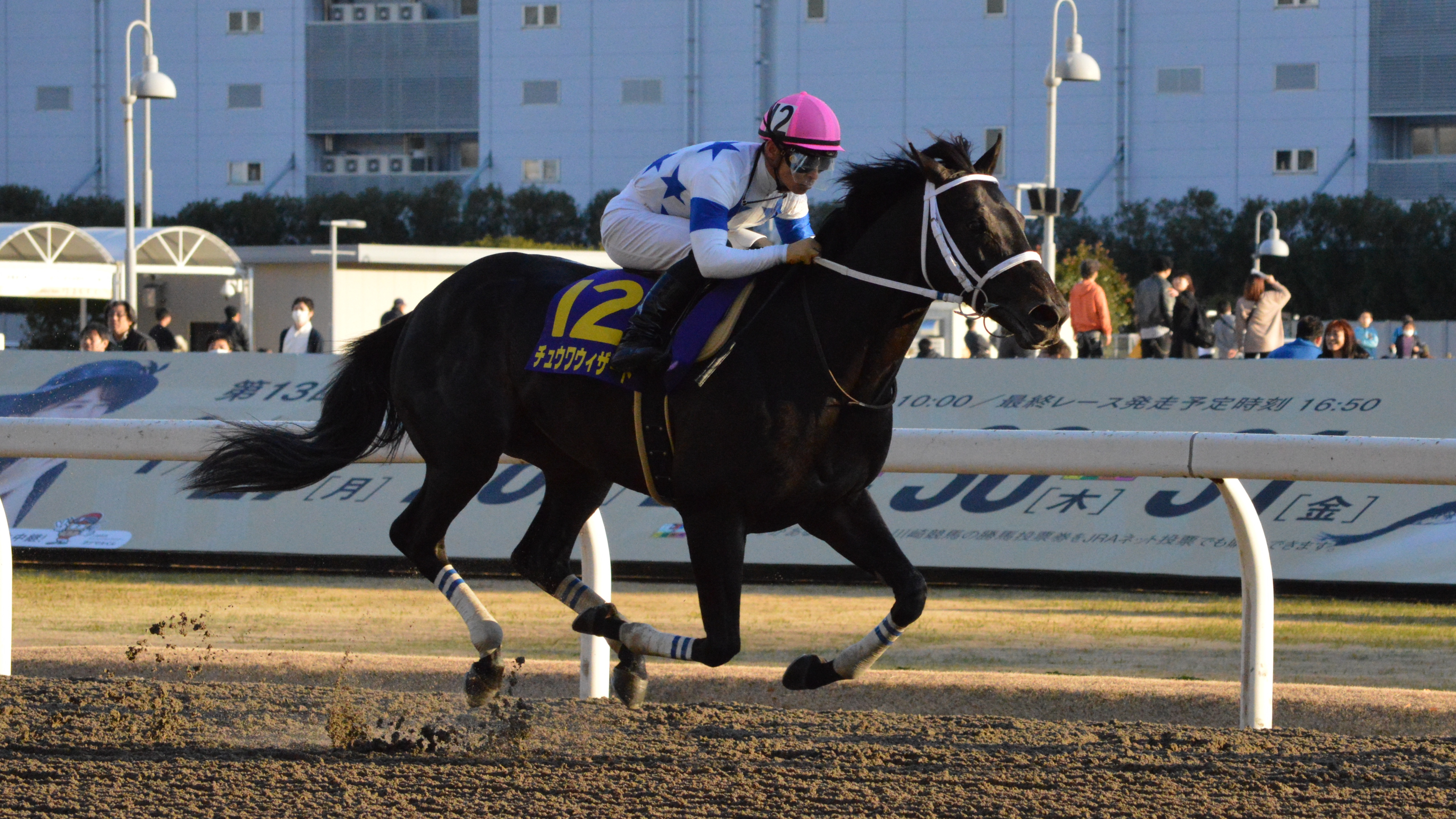
チュウワウィザード（2015年産）
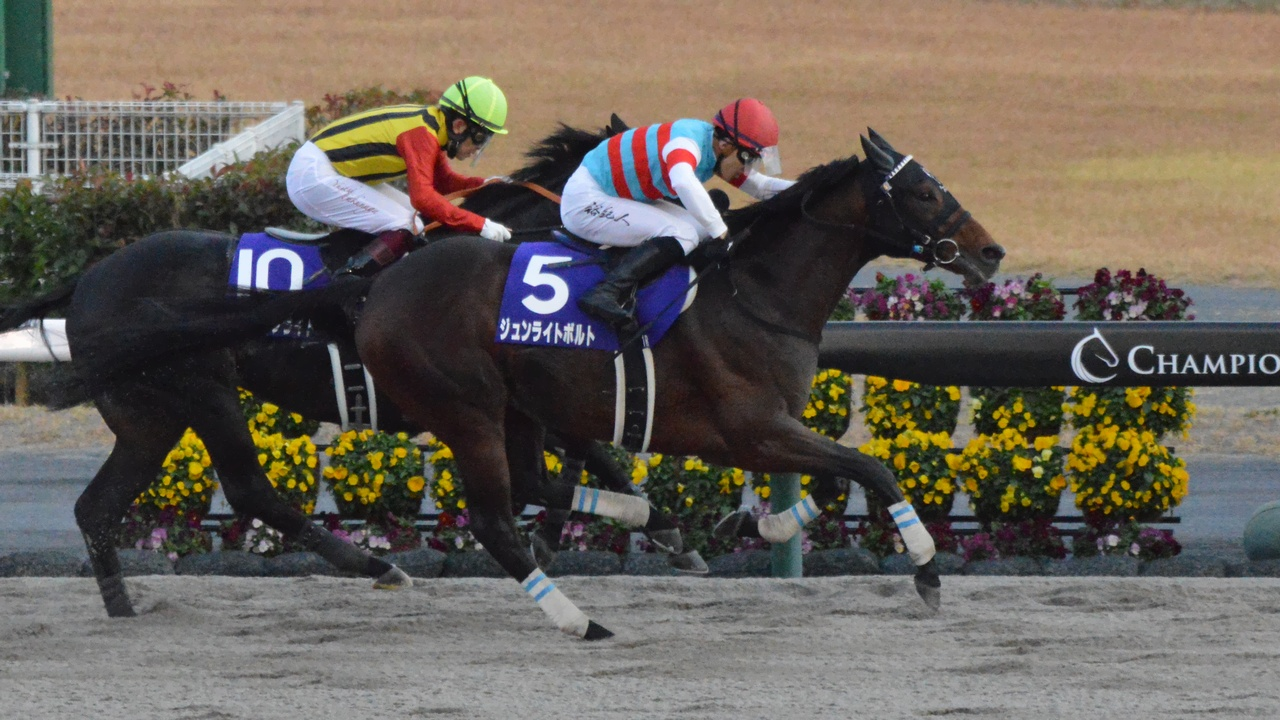
ジュンライトボルト（2017年産）
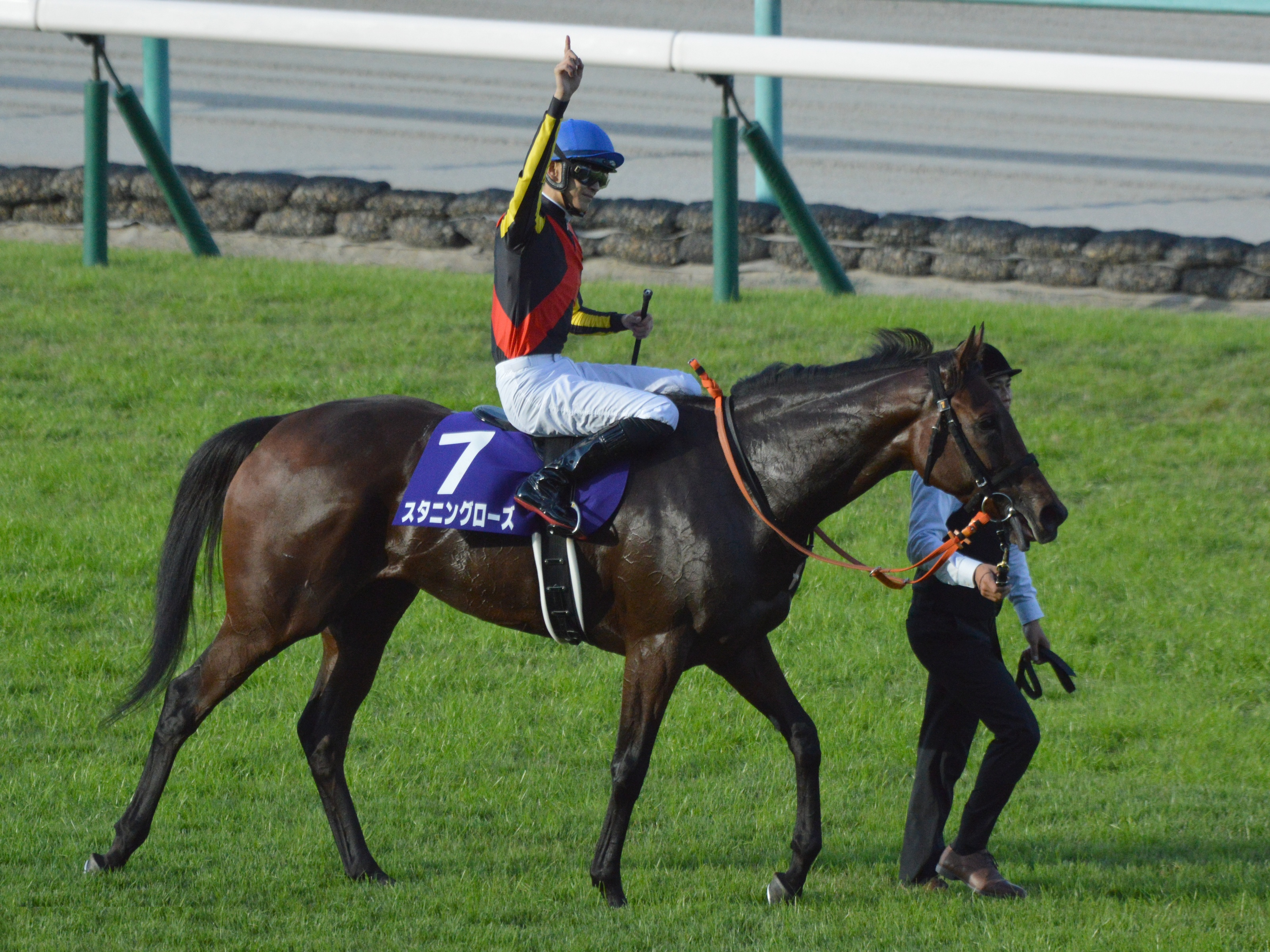
スタニングローズ（2019年産）

#### グレード制重賞優勝馬
*は地方重賞を示す
- 2006年産
  - フィフスペトル（2008年函館2歳ステークス、2011年京成杯オータムハンデキャップ）[142]
  - ゴールデンチケット（2009年兵庫チャンピオンシップ）[143]
  - トウカイミステリー（2011年北九州記念）[144]
  - ケイアイドウソジン（2012年ダイヤモンドステークス、2014年阪神スプリングジャンプ）[145]
- 2007年産
  - コスモセンサー（2010年アーリントンカップ）[146]
  - ショウリュウムーン（2010年チューリップ賞、2011年京都牝馬ステークス、2012年朝日チャレンジカップ）[147]
  - トゥザグローリー（2010年中日新聞杯、2011年京都記念、日経賞、2012年日経新春杯、鳴尾記念）[148]
  - レディアルバローザ（2011年・2012年中山牝馬ステークス）[149]
  - ミッキードリーム（2011年朝日チャレンジカップ）[150]
  - ヒラボクキング（2012年平安ステークス）[151]
  - ソリタリーキング（2012年東海ステークス、日本テレビ盃、2013年マーキュリーカップ）[152]
  - ナイスミーチュー（2012年シリウスステークス、2014年マーキュリーカップ）[153]
  - グランドシチー（2013年マーチステークス）[154]
  - アドマイヤロイヤル（2013年プロキオンステークス）[155]
  - タガノジンガロ（2014年かきつばた記念、*姫山菊花賞、2015年*兵庫大賞典）[156]
- 2008年産
  - ヒットザターゲット（2012年新潟大賞典、2013年小倉大賞典、京都大賞典、2015年目黒記念）[157]
- 2009年産
  - ケイアイエレガント（2014年福島牝馬ステークス、2015年京都牝馬ステークス）[158]
- 2010年産
  - コディーノ（2012年札幌2歳ステークス、東京スポーツ杯2歳ステークス）[159]
  - ディアデラマドレ（2014年マーメイドステークス、府中牝馬ステークス、愛知杯）[160]
  - トーキングドラム（2017年阪急杯）[161]
- 2011年産
  - トゥザワールド（2014年弥生賞）[162]
  - タガノグランパ（2014年ファルコンステークス）[163]
  - ロワジャルダン（2015年みやこステークス）[164]
  - サクラアンプルール（2017年札幌記念）[165]
  - スズカデヴィアス（2018年新潟大賞典）[166]
  - サーストンコラルド（2018年東京ジャンプステークス、東京ハイジャンプ）[167]
- 2012年産
  - ミュゼスルタン（2014年新潟2歳ステークス）[168]
  - ヤマカツエース（2015年ニュージーランドトロフィー、福島記念、2016年中山金杯、金鯱賞、2017年金鯱賞）[169]
  - レーヴミストラル（2015年青葉賞、2016年日経新春杯）[170]
  - クルーガー（2016年マイラーズカップ、2020年ダービー卿チャレンジトロフィー）[171]
  - クリプトグラム（2016年目黒記念）[172]
  - マキシマムドパリ（2017年愛知杯、2017年マーメイドステークス）[173]
  - トーセンビクトリー（2017年中山牝馬ステークス）[174]
  - センチュリオン（2018年マーチステークス）[175]
- 2013年産
  - エアスピネル（2015年デイリー杯2歳ステークス、2017年京都金杯、富士ステークス）[176]
  - エンジェルフェイス（2016年フラワーカップ）[177]
  - チェッキーノ（2016年フローラステークス）[178]
  - グレイトパール（2017年平安ステークス、2018年アンタレスステークス、2019年*佐賀スプリングカップ、*九州大賞典、*東海菊花賞、2020年*九州大賞典、2021年*九州大賞典、*中島記念、2022年*九州大賞典）[179]
- 2014年産
  - エアウィンザー（2018年チャレンジカップ）[180]
  - ダイワキャグニー（2020年エプソムカップ）[181]
- 2015年産
  - リバティハイツ（2018年フィリーズレビュー）[182]
  - ユーキャンスマイル（2019年ダイヤモンドステークス、新潟記念、2020年阪神大賞典）[183]
  - レイエンダ（2019年エプソムカップ）
- 2016年産
  - クラージュゲリエ（2018年京都2歳ステークス）[184]
  - レッドジェニアル (2019年京都新聞杯)
  - ハヤヤッコ （2019年レパードステークス、2022年函館記念、2024年アルゼンチン共和国杯）白毛馬
  - ブラヴァス（2020年新潟記念）
  - ボッケリーニ（2020年中日新聞杯、2022年目黒記念、2023年鳴尾記念）
- 2017年産
  - ルビーカサブランカ（2022年愛知杯）
  - ヒートオンビート（2023年目黒記念）[185]
  - サクセッション（2023年新潟ジャンプステークス）[186]
  - アラタ（2024年福島記念）
- 2018年産
  - ホウオウアマゾン（2021年アーリントンカップ）
  - ヴァイスメテオール（2021年ラジオNIKKEI賞）
  - アンドヴァラナウト（2021年ローズステークス）
  - グロリアムンディ（2023年ダイオライト記念、平安ステークス）[187]
  - ディクテオン（2023年浦和記念、名古屋グランプリ）
- 2019年産
  - エリカヴィータ（2022年フローラステークス）
  - シュトルーヴェ（2024年日経賞、目黒記念）

#### 地方重賞優勝馬
- 2006年産
  - トウショウデザイア（2009年北國王冠）[188]
  - デュナメス（2012年九州大賞典、2013年はがくれ大賞典、由布岳賞、雷山賞、九州大賞典、中島記念）[189]
- 2007年産
  - トーセンウィッチ（2010年東京プリンセス賞）[190]
  - トーセンアドミラル（2013年スパーキングサマーカップ、マイルグランプリ、2014年京成盃グランドマイラーズ）[191]
- 2008年産
  - シャイニーフェイト（2011年高知優駿、2013年長月賞、2014年春望賞、池田湖賞）[192]
  - サトノタイガー（2014年川崎マイラーズ、アフター5スター賞）[193]
  - クリーンエコロジー（2015年エトワール賞、2016年道営スプリント）[194]
  - アサクサポイント（2016年東海ゴールドカップ、2017年梅見月杯、2018年北國王冠）[195]
- 2009年産
  - アーサーバローズ（2016年遠賀川賞）[196]
  - ケイアイユニコーン（2016年グランシャリオ門別スプリント、OROターフスプリント）[197]
- 2010年産
  - クラージュドール（2018年金盃）[198]
- 2011年産
  - トーコーポセイドン（2013年兵庫若駒賞、園田ジュニアカップ、2014年MRO金賞）[199]
  - トーコーニーケ（2014年園田クイーンセレクション、若草賞、東海クイーンカップ、のじぎく賞、園田金盃）[200]
  - ケージーキンカメ（2014年東海ダービー、サラブレッド大賞典、北國王冠、中日杯）[201]
  - デリッツァリモーネ（2017年長月賞、五ヶ瀬川賞、雲仙岳賞、宝満山賞）[202]
  - ディアデルレイ（2019年埼玉新聞栄冠賞）[203]
- 2014年産
  - ランガディア（2020年赤松杯、シアンモア記念）[204]
- 2015年産
  - コズミックフォース（2021年勝島王冠）

### 母父としての主な産駒

#### グレード制重賞優勝馬
- 2010年産
  - デニムアンドルビー：父ディープインパクト（2013年フローラステークス、ローズステークス）[205]
  - タガノトネール：父ケイムホーム（2015年サマーチャンピオン、2016年武蔵野ステークス）[206]
- 2012年産
  - タガノエスプレッソ：父ブラックタイド（2014年デイリー杯2歳ステークス、2020年阪神ジャンプステークス、京都ジャンプステークス）[207]
- 2014年産
  - ラーゴブルー：父ハーツクライ（2018年しらさぎ賞、東京シンデレラマイル、2019年マリーンカップ）[208]
  - モズカッチャン：父ハービンジャー（2017年フローラステークス、エリザベス女王杯）[209]
  - ライジングリーズン：父ブラックタイド（2017年フェアリーステークス）[210]
  - アンデスクイーン：父タートルボウル（2019年ブリーダーズゴールドカップ、レディスプレリュード、2020年エンプレス杯）[211]
- 2015年産
  - ワグネリアン：父ディープインパクト（2017年東京スポーツ杯2歳ステークス、2018年東京優駿、神戸新聞杯）[212]
  - ブラストワンピース：父ハービンジャー（2018年毎日杯、新潟記念、有馬記念、2019年札幌記念、2020年アメリカジョッキークラブカップ）[213]
    - 2018年度最優秀3歳牡馬

  - インディチャンプ：父ステイゴールド（2019年東京新聞杯、安田記念、マイルチャンピオンシップ）[214]
    - 2019年度最優秀短距離馬

  - ステイフーリッシュ：父ステイゴールド（2018年京都新聞杯、2022年レッドシーターフハンデキャップ、ドバイゴールドカップ）[215]
  - メイケイダイハード：父ハードスパン（2020年中京記念）[216]
- 2016年産
  - アウィルアウェイ：父ジャスタウェイ（2020年シルクロードステークス）[217]
  - ショウリュウイクゾ：父オルフェーヴル（2021年日経新春杯）[218]
- 2017年産
  - デアリングタクト：父エピファネイア（2020年桜花賞、優駿牝馬、秋華賞）[219]
    - 2020年度最優秀3歳牝馬

  - ウシュバテソーロ：父オルフェーヴル（2022年東京大賞典、2023年川崎記念、ドバイワールドカップ、日本テレビ盃、東京大賞典）[220]
    - 2023年度特別賞

  - ブラックホール：父ゴールドシップ（2019年札幌2歳ステークス）[221]
  - ルフトシュトローム：父キンシャサノキセキ（2020年ニュージーランドトロフィー）[222]
  - イズジョーノキセキ：エピファネイア（2022年府中牝馬ステークス）[223]
- 2018年産
  - ソダシ：父クロフネ（2020年札幌2歳ステークス、アルテミスステークス、阪神ジュベナイルフィリーズ、2021年桜花賞、札幌記念、2022年ヴィクトリアマイル）[224]
    - 2020年度最優秀2歳牝馬
    - 2021年度最優秀3歳牝馬

  - アカイトリノムスメ：父ディープインパクト（2021年クイーンカップ、秋華賞）[225]
  - スマッシャー：父マジェスティックウォリアー（2021年ユニコーンステークス）[226]
  - イルーシヴパンサー：父ハーツクライ（2022年東京新聞杯、2023年京都金杯）[227]
  - ミッキーヌチバナ：父ダノンレジェンド（2024年アンタレスステークス）
  - ロスコフ：父オルフェーヴル（2024年小倉サマージャンプ）
- 2019年産
  - ママコチャ：父クロフネ（2023年スプリンターズステークス）[228]
    - 2023年度最優秀スプリンター

  - ライラック：父オルフェーヴル（2022年フェアリーステークス）
  - ジオグリフ：父ドレフォン（2021年札幌2歳ステークス、2022年皐月賞）
  - マテンロウオリオン：父ダイワメジャー（2022年シンザン記念）
  - クラウンプライド：父リーチザクラウン（2022年UAEダービー、2023年コリアカップ）[229]
  - リメイク：父ラニ（2022年カペラステークス、2023年クラスターカップ、コリアスプリント）[230]
  - ローシャムパーク：父ハービンジャー（2023年函館記念、オールカマー）[231]
  - デシエルト：父ドレフォン（2024年中日新聞杯）
- 2020年産
  - ノッキングポイント：父モーリス（2023年新潟記念）[232]
  - シンリョクカ：父サトノダイヤモンド（2024年新潟記念）
  - アウトレンジ：父レガーロ（2024年浦和記念、2025年平安ステークス）
- 2021年産
  - ゼルトザーム：父ヘニーヒューズ（2023年函館2歳ステークス）[233]
  - チェルヴィニア：父ハービンジャー（2023年アルテミスステークス、2024年優駿牝馬、秋華賞）[234]
    - 2024年度最優秀3歳牝馬
- 2022年産
  - マジックサンズ：父キズナ（2024年札幌2歳ステークス）
  - ハッピーマン：父ダノンレジェンド（2024年兵庫ジュニアグランプリ）
- 2023年産
  - エイシンディード：父ファインニードル（2025年函館2歳ステークス）

#### 地方重賞優勝馬
- 2013年産
  - カツゲキキトキト：父スパイキュール（2016年新春ペガサスカップ、新緑賞、駿蹄賞、東海ダービー、秋の鞍、東海菊花賞、2017年名古屋記念、六甲盃、オグリキャップ記念、ゴールド争覇、東海菊花賞、2018年東海桜花賞、名港盃、くろゆり賞、東海菊花賞、マイル争覇、2019年名古屋記念、、オグリキャップ記念、2021年マイル争覇）[235]
- 2016年産
  - エリーバラード：父アルデバランII（2019年たんぽぽ賞）[236]
  - ナンヨーオボロヅキ：父キンシャサノキセキ（2019年土佐春花賞、高知優駿、黒潮菊花賞）[237]
  - モズヘラクレス：父グランプリボス（2019年土佐秋月賞、2022年大高坂賞）[238]
  - オールスマート：父スマートファルコン（2024年園田FCスプリント）[239]
- 2017年産
  - ヨハネスボーイ：父ヨハネスブルグ（2019年ブリーダーズゴールドジュニアカップ）[240]
  - カガノホマレ：父トーセンホマレボシ（2020年サラブレッド大賞典）[241]
  - エメリミット：父シンボリクリスエス（2020年東京ダービー）[242]
  - コパノリッチマン：父ヘニーヒューズ（2020年王冠賞、2025年黒潮スプリンターズカップ）[243]
  - ティーズダンク：父スマートファルコン（2021年マイルグランプリ、ゴールドカップ、2022年プラチナカップ）[244]
  - ロードインファイト：父キンシャサノキセキ（2025年トレノ賞）[245]
- 2018年産
  - ヴィゴーレ：父キズナ（2023年せきれい賞）[246]
  - ノーブルシルエット：父シニスターミニスター（2023年ビューチフルドリーマーカップ）[247]
- 2021年産
  - ブラックバトラー：父シニスターミニスター（2023年ブリーダーズゴールドジュニアカップ、北斗盃）[248]
  - リトルカリッジ：父アジアエクスプレス（2023年金杯）[249]
  - ミトノウォリアー：父マジェスティックウォリアー（2024年ゴールドジュニア、新緑賞）[250]
  - ポルラノーチェ：父キズナ（2024年フロイラインカップ、2025年ヒダカソウカップ）[251]
- 2022年産
  - キングミニスター：父シニスターミニスター（2024年ジュニアグランプリ）[252]
  - ラポジート：父ヘンリーバローズ（2024年ビギナーズカップ）[253]
  - エイシンナデシコ：父タリスマニック（2024年プリンセスカップ）[254]
  - ミランミラン：父ニシケンモノノフ（2025年ジュニアグローリー）[255]
  - ユアマイドリーム：父モズアスコット（2025年園田FCスプリント）[256]
  - マウンテンローレル：父ヘニーヒューズ（2025年黒潮盃）

## 血統表
| キングカメハメハの血統             | キングカメハメハの血統                        | キングカメハメハの血統                     | （血統表の出典）                           | （血統表の出典） |
| 父系                               | キングマンボ系（ミスタープロスペクター系）    | キングマンボ系（ミスタープロスペクター系） | キングマンボ系（ミスタープロスペクター系） | [ § 2 ]          |
| 父 Kingmambo 1990 鹿毛             | 父の父Mr. Prospector 1970 鹿毛                | Raise a Native                             | Native Dancer                              | Native Dancer    |
| 父 Kingmambo 1990 鹿毛             | 父の父Mr. Prospector 1970 鹿毛                | Raise a Native                             | Raise You                                  |                  |
| 父 Kingmambo 1990 鹿毛             | 父の父Mr. Prospector 1970 鹿毛                | Gold Digger                                | Nashua                                     | Nashua           |
| 父 Kingmambo 1990 鹿毛             | 父の父Mr. Prospector 1970 鹿毛                | Gold Digger                                | Sequence                                   |                  |
| 父 Kingmambo 1990 鹿毛             | 父の母Miesque 1984 鹿毛                       | Nureyev                                    | Northern Dancer                            | Northern Dancer  |
| 父 Kingmambo 1990 鹿毛             | 父の母Miesque 1984 鹿毛                       | Nureyev                                    | Special                                    |                  |
| 父 Kingmambo 1990 鹿毛             | 父の母Miesque 1984 鹿毛                       | Pasadoble                                  | Prove Out                                  | Prove Out        |
| 父 Kingmambo 1990 鹿毛             | 父の母Miesque 1984 鹿毛                       | Pasadoble                                  | Santa Quilla                               |                  |
| 母 *マンファス Manfath 1991 黒鹿毛 | 母の父*ラストタイクーン Last Tycoon 1983 鹿毛 | *トライマイベスト                          | Northern Dancer                            | Northern Dancer  |
| 母 *マンファス Manfath 1991 黒鹿毛 | 母の父*ラストタイクーン Last Tycoon 1983 鹿毛 | *トライマイベスト                          | Sex Appeal                                 |                  |
| 母 *マンファス Manfath 1991 黒鹿毛 | 母の父*ラストタイクーン Last Tycoon 1983 鹿毛 | Mill Princess                              | Mill Reef                                  | Mill Reef        |
| 母 *マンファス Manfath 1991 黒鹿毛 | 母の父*ラストタイクーン Last Tycoon 1983 鹿毛 | Mill Princess                              | Irish Lass                                 |                  |
| 母 *マンファス Manfath 1991 黒鹿毛 | 母の母Pilot Bird 1983 鹿毛                    | Blakeney                                   | Hethersett                                 | Hethersett       |
| 母 *マンファス Manfath 1991 黒鹿毛 | 母の母Pilot Bird 1983 鹿毛                    | Blakeney                                   | Windmill Girl                              |                  |
| 母 *マンファス Manfath 1991 黒鹿毛 | 母の母Pilot Bird 1983 鹿毛                    | The Dancer                                 | Green Dancer                               | Green Dancer     |
| 母 *マンファス Manfath 1991 黒鹿毛 | 母の母Pilot Bird 1983 鹿毛                    | The Dancer                                 | Khazaeen                                   |                  |
| 母系(F-No.)                        | Aimee系(FN:22-d)                              | Aimee系(FN:22-d)                           | Aimee系(FN:22-d)                           | [ § 3 ]          |
| 5代内の近親交配                    | Northern Dancer4×4                            | Northern Dancer4×4                         | Northern Dancer4×4                         | [ § 4 ]          |
| 出典                               | 1. 2. 3. 4.                                   | 1. 2. 3. 4.                                | 1. 2. 3. 4.                                | 1. 2. 3. 4.      |

- 半兄のThe deputyはサンタアニタダービー勝ち馬。
- 7代母Eclairはファルマスステークス勝ち馬。
- 4代母Khazaeenから延びる牝系からはLady Eli（BCジュヴェナイルフィリーズターフなどGI5勝）などの活躍馬が出ている。
- 半妹トラヴェシーアの孫に2024年函館記念勝ち馬のホウオウビスケッツがいる。